# Lijst van WCW World Heavyweight Champions
Dit is een chronologische lijst van worstelaars die WCW World Heavyweight Champions zijn geworden.
Het kampioenschap was bekend als:
- WCW World Heavyweight Championship (11 januari 1991 – 26 maart 2001)
- WCW Championship (24 juni 2001 – 18 november 2001)
- World Championship (19 november 2001 – 9 december 2001)

## Titel geschiedenis
† duidt aan dat de toen regerende kampioen(en) en titelveranderingen niet erkend werden door de WWE.
| Worstelaar                 | #                   | Datum             | Stad                           | Aantekeningen |
| -------------------------- | ------------------- | ----------------- | ------------------------------ | --- |
| Ric Flair                  | 1                   | 11 januari 1991   | East Rutherford (New Jersey)   | Versloeg Sting voor het NWA World Heavyweight Championship. WWE erkende het als een NWA-kroning van WCW, maar het was niet als beschouwd als een van Flairs 16 wereldtitels, dat maakte van 2 WWE-titels, 6 WCW-titels en 8 NWA-titels. |
| Beschikbaar gesteld        | Beschikbaar gesteld | 1 juli 1991       | Onbekend                       | Flair verliet de WCW voor de World Wrestling Federation en was van de titel ontdaan. |
| Lex Luger                  | 1                   | 14 juli 1991      | Baltimore (Maryland)           | Versloeg Barry Windham in een Steel Cage match op The Great American Bash (1991). |
| Sting                      | 1                   | 29 februari 1992  | Milwaukee                      | Match vond plaats op SuperBrawl II. |
| Big Van Vader              | 1                   | 12 juli 1992      | Albany (Georgia)               | Match vond plaats op The Great American Bash (1992). |
| Ron Simmons                | 1                   | 2 augustus 1992   | Baltimore (Maryland)           | |
| Big Van Vader              | 2                   | 30 december 1992  | Baltimore (Maryland)           | |
| Sting                      | 2                   | 11 maart 1993     | London, Engeland               | |
| Big Van Vader/Vader        | 3                   | 17 maart 1993     | Dublin, Ierland                | |
| Ric Flair                  | 2                   | 27 december 1993  | Charlotte (North Carolina)     | Match vond plaats op Starrcade (1993). |
| Beschikbaar gesteld        | Beschikbaar gesteld | 17 april 1994     | Rosemont (Illinois)            | De match Flair vs. Ricky Steamboat resulteerde in een dubbele pinfal op Spring Stampede. |
| Ric Flair                  | 2(3)†               | 21 april 1994     | Atlanta                        | Versloeg Steamboat in een herkansing op Saturday Night, dat werd uitgezonden op 14 mei 1994. |
| Hulk Hogan                 | 1                   | 17 juli 1994      | Orlando (Florida)              | Dit was Hogans eerste WCW-match op Bash at the Beach (1994). |
| The Giant                  | 1                   | 29 oktober 1995   | Detroit                        | Won in een match waarin de titel veranderd zou worden door een diskwalificatie en vond plaats op Halloween Havoc. |
| Beschikbaar gesteld        | Beschikbaar gesteld | 6 november 1995   | Jacksonville (Florida)         | The Giant moest zijn titel afstaan vanwege een controversiële einde op Halloween Havoc match en dat gebeurde tijdens de Nitro. |
| Randy Savage               | 1                   | 26 november 1995  | Norfolk (Virginia)             | Won de Battle royal World War 3 match. |
| Ric Flair                  | 3(4)†               | 27 december 1995  | Nashville (Tennessee)          | Match vond plaats op Starrcade. |
| Randy Savage               | 2                   | 22 januari 1996   | Las Vegas Valley               | |
| Ric Flair                  | 4(5)†               | 11 februari 1996  | Saint Petersburg               | Won in een Steel Cage match op SuperBrawl VI. |
| The Giant                  | 2                   | 29 april 1996     | Albany (Georgia)               | |
| Hollywood Hogan            | 2                   | 10 augustus 1996  | Sturgis (South Dakota)         | Match vond plaats op Hog Wild. |
| Lex Luger                  | 2                   | 4 augustus 1997   | Auburn Hills (Michigan)        | |
| Hollywood Hogan            | 3                   | 9 augustus 1997   | Sturgis (South Dakota)         | Match vond plaats op Road Wild. |
| Sting                      | 3                   | 28 december 1997  | Washington D.C.                | Op Starrcade pinde Hogan eerst Sting maar de special guest referee Bret Hart beschuldigde de eerste scheidsrechter Nick Patrick van sneller uit te tellen en herstartte de match. Sting won door een submission.                        |
| Beschikbaar gesteld        | Beschikbaar gesteld | 6 januari 1998    | Daytona Beach (Florida)        | Dat gebeurde tijdens de Thunder, dat werd uitgezonden op 8 januari 1998 vanwege een controversiële match op Starrcade in 1997. |
| Sting                      | 4                   | 22 februari 1998  | Daly City (Californië)         | Versloeg Hogan in een herkansing op SuperBrawl VIII. |
| Randy Savage               | 3                   | 19 april 1998     | Denver                         | Match vond plaats op Spring Stampede. |
| Hollywood Hogan            | 4                   | 20 april 1998     | Colorado Springs (Colorado)    | Won een No Disqualification match op Nitro. |
| Goldberg                   | 1                   | 6 juli 1998       | Atlanta                        | Match vond plaats op Nitro. |
| Kevin Nash                 | 1                   | 27 december 1998  | Washington D.C.                | Match vond plaats op Starrcade. |
| Hollywood Hogan            | 5                   | 4 januari 1999    | Atlanta                        | Op Nitro, Nash legde neer voor Hogan. |
| Ric Flair                  | 5(6)†               | 14 maart 1999     | Louisville (Kentucky)          | Won de First Blood Steel Cage match op Uncensored. |
| Diamond Dallas Page        | 1                   | 11 april 1999     | Tacoma (Washington)            | Versloeg Flair, Sting en Hollywood Hogan in een Four-Way match op Spring Stampede. |
| Sting                      | 5                   | 26 april 1999     | Fargo (North Dakota)           | Match vond plaats op Nitro. |
| Diamond Dallas Page        | 2                   | 26 april 1999     | Fargo (North Dakota)           | Versloeg Sting, Kevin Nash en Goldberg in een No Diqualification Fatal Four-Way match op Nitro. |
| Kevin Nash                 | 2                   | 9 mei 1999        | Saint Louis (Missouri)         | Match vond plaats op Slamboree |
| Randy Savage               | 4                   | 11 juli 1999      | Fort Lauderdale (Florida)      | Op Bash at the Beach) pinde Savage Nash in een tag team match met Sid Vicious en Sting; als Nash gepind was of als hij onderwierp, zou hij het kampioenschap verliezen.                                                                 |
| Hollywood Hogan/Hulk Hogan | 6                   | 12 juli 1999      | Jacksonville (Florida)         | Match vond plaats op Nitro. |
| Sting                      | 6                   | 12 september 1999 | Winston-Salem (North Carolina) | Match vond plaats op Fall Brawl. |
| Beschikbaar gesteld        | Beschikbaar gesteld | 25 oktober 1999   | Phoenix (Arizona)              | Tijdens Nitro werd Sting gestript van zijn titel na het verliezen van een niet gesanctioneerde match en scheidsrechter Charles Robinson aanviel op Halloween Havoc.                                                                     |
| Bret Hart                  | 1                   | 21 november 1999  | Toronto, Ontario               | Versloeg Chris Benoit in een toernooifinale op Mayhem. |
| Beschikbaar gesteld        | Beschikbaar gesteld | 20 december 1999  | Baltimore (Maryland)           | Tijdens Nitro stelde Hart zijn titel beschikbaar vanwege een controversiële match tegen Bill Goldberg op Starrcade. |
| Bret Hart                  | 2                   | 20 december 1999  | Baltimore (Maryland)           | Op Nitro versloeg Hart Goldberg in een herkansing. |
| Beschikbaar gesteld        | Beschikbaar gesteld | 16 januari 2000   | Cincinnati                     | Op Souled Out stelde Hart de titel beschikbaar door een blessure. |
| Chris Benoit               | 1                   | 16 januari 2000   | Cincinnati                     | Versloeg Sid Vicious op Souled Out. |
| Beschikbaar gesteld        | Beschikbaar gesteld | 17 januari 2000   | Columbus (Ohio)                | Tijdens Nitro gaf Benoit de titel op en verliet voor de WWF na een dispuut met de management. |
| Sid Vicious                | 1                   | 24 januari 2000   | Los Angeles                    | Op Nitro versloeg Vicious de Harris Brothers voor het recht om tegen Kevin Nash te worstelen voor de riem en versloeg hem. |
| Beschikbaar gesteld        | Beschikbaar gesteld | 25 januari 2000   | Las Vegas                      | Tijdens Thunder werd Vicious gestript van zijn titel door commissaris Kevin Nash nadat Sid de verkeerde Harris Brother pinde. |
| Kevin Nash                 | 3                   | 25 januari 2000   | Las Vegas                      | Tijdens Thunder kroonde Nash zichzelf de titel. |
| Sid Vicious                | 2                   | 25 januari 2000   | Las Vegas                      | Tijdens Thunder versloeg Vicious Nash en Ron Harris in een Handicap match. De match werd op televisie uitgezonden op 26 januari 2000.                                                                                                   |
| Beschikbaar gesteld        | Beschikbaar gesteld | 10 april 2000     | Denver                         | Tijdens Nitro waren alle WCW-titels door Vince Russo en Eric Bischoff beschikbaar verklaard nadat de WCW was rebooted. |
| Jeff Jarrett               | 1                   | 16 april 2000     | Chicago                        | Versloeg Dallas Page in een toernooifinale op Spring Stampede. |
| Diamond Dallas Page        | 3                   | 24 april 2000     | Rochester (New York)           | Versloeg Jeff Jarrett in een Cage Match op Nitro. |
| David Arquette             | 1                   | 25 april 2000     | Syracuse (New York)            | Op Thunder pinde Arquette Eric Bischoff in een tag team titelmatch. |
| Jeff Jarrett               | 2                   | 7 mei 2000        | Kansas City (Missouri)         | Won in een Triple Cage match dat ook Page delnam op Slamboree. |
| Ric Flair                  | 6(7)†               | 15 mei 2000       | Biloxi (Mississippi)           | Match vond plaats op Nitro. |
| Beschikbaar gesteld        | Beschikbaar gesteld | 22 mei 2000       | Grand Rapids (Michigan)        | Op Nitro stripte Vince Russo Flair van zijn titel. |
| Jeff Jarrett               | 3                   | 22 mei 2000       | Grand Rapids (Michigan)        | Op Nitro gekroond door Vince Russo. |
| Kevin Nash                 | 4                   | 23 mei 2000       | Saginaw (Michigan)             | Op Thunder versloeg Nash Jarrett en Scott Steiner in een Triple Threat match. Uitgezonden op 24 mei 2000. |
| Ric Flair                  | 7(8)†               | 29 mei 2000       | Salt Lake City                 | Op Nitro gaf Nash de titel terug aan Flair. |
| Jeff Jarrett               | 4                   | 29 mei 2000       | Salt Lake City                 | Match vond plaats op Nitro. |
| Booker T                   | 1                   | 9 juli 2000       | Daytona Beach                  | |
| Kevin Nash                 | 5                   | 28 augustus 2000  | Las Cruces                     | |
| Booker T                   | 2                   | 17 september 2000 | Buffalo (New York)             | Won op Fall Brawl de Caged Heat match. |
| Vince Russo                | 1                   | 25 september 2000 | Uniondale (New York)           | Won op Nitro de Steel Cage match. |
| Beschikbaar gesteld        | Beschikbaar gesteld | 2 oktober 2000    | Daly City                      | Op Nitro verklaarde Russo dat hij geen worstelaar is en wou de titel niet. |
| Booker T                   | 3                   | 2 oktober 2000    | Daly City                      | Op Nitro versloeg hij Jeff Jarrett in een "San Francisco 49ers match". |
| Scott Steiner              | 1                   | 26 november 2000  | Milwaukee                      | Won op Mayhem de "Straight Jacket steel cage match". |
| Booker T                   | 4                   | 26 maart 2001     | Panama City Beach (Florida)    | Won op Nitro de laatste editie van WCW Monday Nitro. WCW was op 23 maart 2001 overgekocht door de WWF; de titel was van naam veranderd in "WCW Championship".                                                                           |
| Kurt Angle                 | 1                   | 24 juli 2001      | Pittsburgh                     | Op SmackDown! bekwam Angle de eerste persoon die de WCW Championship won op de WWF-programmering en werd uitgezonden op 26 juli 2001.                                                                                                   |
| Booker T                   | 5                   | 30 juli 2001      | Philadelphia (Pennsylvania)    | Match vond plaats op RAW is WAR. |
| The Rock                   | 1                   | 19 augustus 2001  | San Jose (Californië)          | Match vond plaats op SummeSlam. |
| Chris Jericho              | 1                   | 21 oktober 2001   | Saint Louis (Missouri)         | Match vond plaats op No Mercy. |
| The Rock                   | 2                   | 5 november 2001   | Uniondale (New York)           | De titel is op 19 november 2001 verwezen tot de "World Championship" na het afloop van de The Alliance. |
| Chris Jericho              | 2                   | 9 december 2001   | San Diego                      | Op Vengeance was de titel verenigde met het WWF Championship en vervolgens opgeborgen. |